# Юридична школа в історіографії
Юридична школа, історико-правнича школа, державно-юридична школа, правничий напрям — термін для позначення:
1) історико-правничої школи в німецькій історичній науці 1-ї половини 19 ст.;

2) державницького напряму в російській історіографії 1840—1900-х рр.
Іноді вживається в широкому сенсі як синонім до понять «історико-
правнича наука», «історія права» та ін. Походить від розробки юридичних документів і матеріалів (кодекси права, судові протоколи, законодавчі та розпорядчі акти органів влади, грамоти на привілеї, реєстри, інвентарі, дипломатичні документи тощо) для історичних інтерпретацій та реконструкцій. Вихідні концепти Ю.ш. пов'язані з обстоюванням думки про походження державних та приватноправових форм з патріархально-родових відносин та зміну суспільних союзів як основи історичного процесу. У німецькій історичній науці Ю.ш. вирізнялася дослідницькими методами, прийомами та задачами, що мали забезпечити опрацювання достовірного фактографічного матеріалу для відтворення та реконструкції поступового процесу змін державних форм, а також історії нації як колективної індивідуальності та провідної «творчої сили» в історії (студії К.Айхгорна, К.Савіньї та ін.).
Становлення Ю.ш. пов'язане з трансформацією європейського історіописання, зокрема, перенесенням наукових зацікавлень від вивчення політичної історії як терену буття монархів та династій до дослідження політичних відносин, державних органів влади, взаємовідносин між суспільством та державою, історії станів та ін. У російській історіографії Ю.ш. постала під впливом німецької філософії історії та права, позитивізму, а також унаслідок специфічних соціокультурних умов (виняткова роль держави, трансформація православ'я в офіційну ідеологічну доктрину, історико-культурні змагання в суспільній думці стосовно шляхів розвитку — західники та слов'янофіли (див. Слов'янофільство), ототожнення загальнонародних чи національних інтересів з державними).
На відміну від німецької історіографії в російській науці характерні риси
Ю.ш. виявилися у висуненні концептуальних схем історії Росії, у світогляді та західноцентричній орієнтації ряду відомих учених (С.Соловйов, Б.Чичерін, Д.Кавелін, В.Сергієвич та ін.).
Ю.ш. в російській історіографії не мала суворо окреслених методологічних
засад. Належність до Ю.ш. визначалася сприйняттям провідних історіософських ідей, як от: особлива роль держ. організації в російській історії, що випливала з
природно-географічних умов розвитку (величезна територія, складність
сполучення між різними регіонами імперії, необхідність централізації суспільного життя), своєрідність історичного розвитку стосовно західно-
європейських форм, гармонійність взаємовідносин держави та станів — закріпачення та розкріпачення тощо. Ідеї представників Ю.ш.
російської історіографії справили помітний вплив на творчість багатьох
істориків, зокрема розроблялися у студіях М.Богословського, Ю.Готьє, В.Ключевського, П.Мілюкова, М.Любавського, С.Платонова та ін. Українську історію представники Ю.ш. розглядали й інтерпретували в межах офіційної, державної та централістичної схеми російської історичної науки (В.Соловйов, Г.Карпов та ін.).